# Kościół św. Ludwika w Monachium

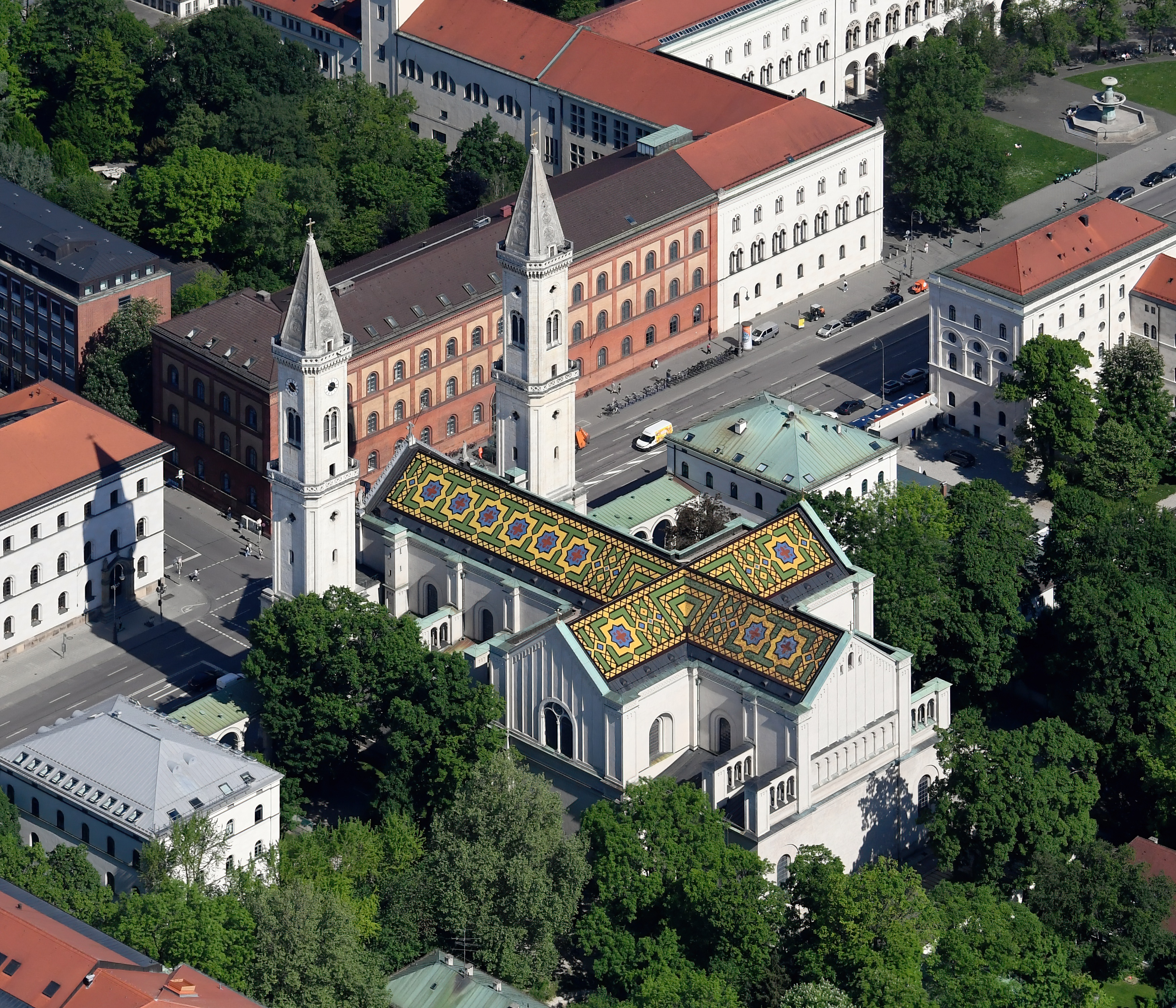
Kościół św. Ludwika w Monachium – nowy dach mozaikowy

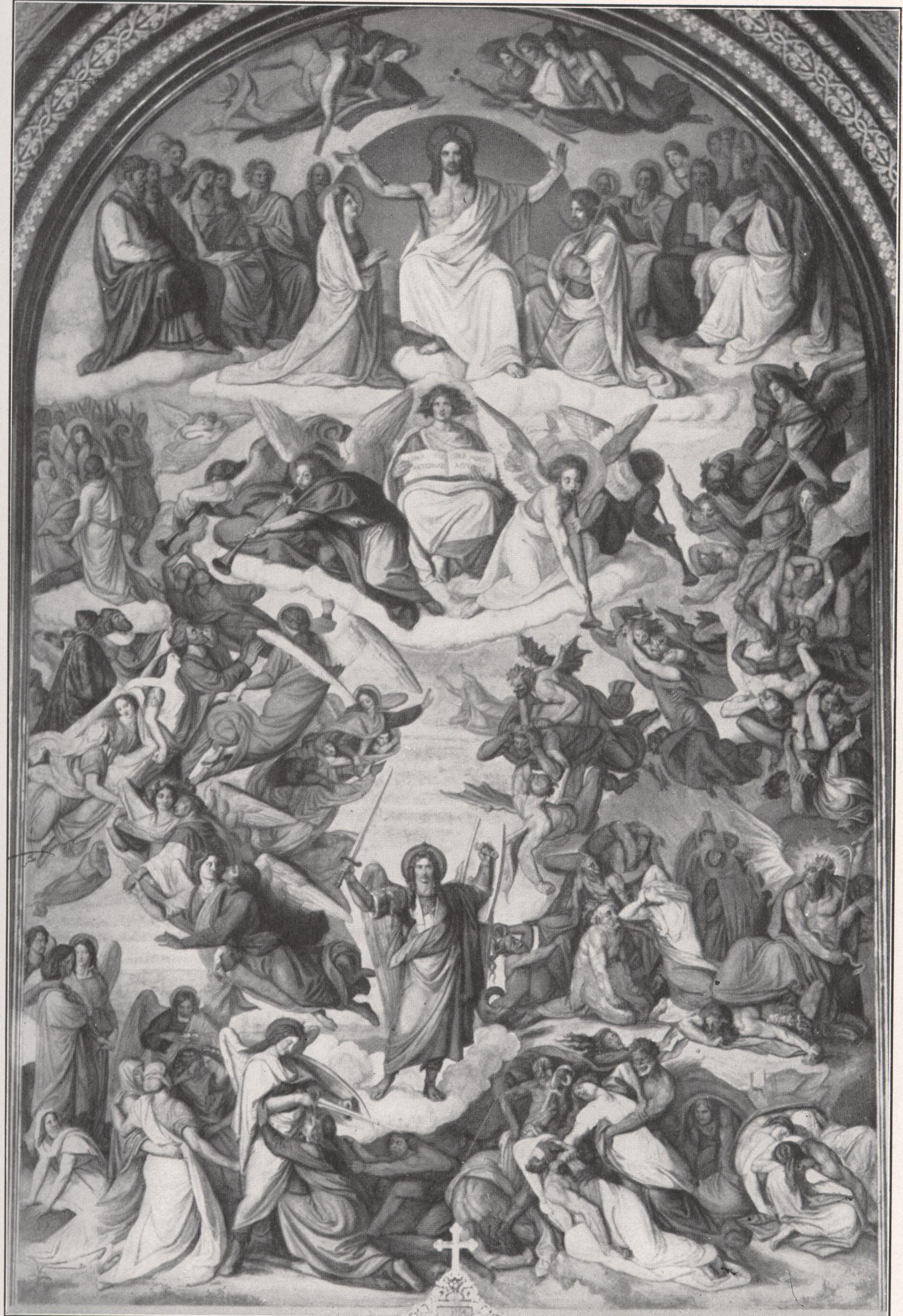
Sąd Ostateczny Petera von Corneliusa w kościele św. Ludwika w Monachium

Kościół św. Ludwika (niem. Ludwigskirche) – katolicki kościół w Monachium w Niemczech. Znajduje się w północnej części Ludwigstrasse, w dzielnicy Maxvorstadt, w pobliżu Uniwersytetu Ludwika i Maksymiliana. Poświęcony jest świętemu Ludwikowi, patronowi króla Ludwika I Bawarskiego.
Podczas przygotowań terenu do budowy gmachu królewskiego Ministerstwa Wojny (dziś mieszczącego Archiwum Bawarskie) dzielnica Schönfeld utraciła swój kościół parafialny. Król Ludwik zdecydował więc wznieść nową świątynię w osi Löwenstrasse (dzisiejsza Schellingstrasse). Projekt wykonał nadworny architekt króla Ludwika, Leo von Klenze, zaś pracami kierował inny architekt monachijski, Friedrich von Gärtner.
Kościół św. Ludwika wzniesiony został w latach 1829–1844. Jest monumentalną, trójnawową bazyliką z wydatnym transeptem i dwuwieżową fasadą. Zbudowany na wzór romańskich kościołów lombardzkich, stał się pierwszym przykładem wielkiej budowli wzniesionej w rozwijającym się właśnie stylu arkadowym. Został poświęcony 8 września 1844, w dzień Narodzenia Najświętszej Marii Panny.
W wielkim wnętrzu kościoła zwracają uwagę wspaniałe malowidła naścienne, będące prawdopodobnie największym zespołem fresków na świecie. Projektantem wszystkich fresków w świątyni był Peter von Cornelius, jeden z głównych przedstawicieli grupy Nazareńczyków. Malowidła te (między innymi Stwórca, Narodzenie, Ukrzyżowanie) wykonali w większości jego współpracownicy. On sam namalował w prezbiterium powyżej ołtarza ogromny fresk pt. Sąd Ostateczny (1836–1840), o rozmiarach 18,3 × 11,3 m. Jest to obok Sądu Ostatecznego Michała Anioła z Kaplicy Sykstyńskiej w Rzymie jeden z największych fresków świata. Niestety, dzieła te nie przypadły do gustu królowi Ludwikowi i Cornelius opuścił Monachium, przenosząc się do Berlina. W świątyni zwraca również uwagę kompozycja rzeźbiarska Jezus i czterej ewangeliści, której autorem jest Ludwig von Schwanthaler.
Restaurowany na początku XX wieku kościół doznał wielu uszkodzeń podczas alianckich bombardowań miasta pod koniec II wojny światowej. Do 1949 pełnił rolę kościoła garnizonowego dla przebywających w Monachium amerykańskich oddziałów okupacyjnych.